# Baptisia stricta
Baptisia stricta är en ärtväxtart som beskrevs av Larisey. Baptisia stricta ingår i släktet Baptisia och familjen ärtväxter. Inga underarter finns listade i Catalogue of Life.